# Широкодолинська сільська рада
Широкодолинська сільська́ ра́да — сільська рада, територія якої відноситься до складу Великобагачанського району Полтавської області, Україна. Центром сільради є село Широка Долина.
Утворена у 1921 році.
Населення сільради 951 особа.

## Населені пункти
- село Широка Долина
- село Бехтерщина
- село Суржки